# Campeonato de Japón de Fórmula 4
El Campeonato de Japón de Fórmula 4 (en japonés: ＦＩＡ－フォーミュラ４ 地方選手権; FIA F4 Chihou Senshuken) es una competición de automovilismo de velocidad regulada de acuerdo con el reglamento de Fórmula 4 de la Federación Internacional del Automóvil (FIA).

## Historia
Gerhard Berger y la FIA lanzaron la FIA Fórmula 4 en marzo de 2013. Su objetivo es hacer que el camino hacia la Fórmula 1 sea más transparente. Además de los reglamentos deportivos y técnicos, los costes también están regulados. Un monoplaza para competir en esta categoría no podrá superar los €30 000 euros. Una sola temporada en la Fórmula 4 no podrá superar los €100 000 en costes. La Fórmula 4 Japonesa es de la segunda fase del campeonato de Fórmula 4. Los campeonatos de la primera fase son el Campeonato de Italia de Fórmula 4 y la Fórmula 4 Sudamericana que comenzaron en 2014.
El campeonato fue lanzado por la Asociación GT el 16 de diciembre de 2014. Todas las rondas son soporte del Super GT Japonés.
El constructor Dome fue contratado para diseñar y construir todos los monoplaza. Los coches son fabricados con fibra de carbono y cuentan con un chasis monocasco. Es propulsado por un motor 2.0 turbo suministrado por TOM'S Toyota, mientras que Dunlop es el proveedor de neumáticos.

### Sistema de puntuación
| Posición | 1.º | 2.º | 3.º | 4.º | 5.º | 6.º | 7.º | 8.º | 9.º | 10.º |
| Puntos   | 20  | 15  | 12  | 10  | 8   | 6   | 4   | 3   | 2   | 1    |
| Fuente:  |     |     |     |     |     |     |     |     |     |      |

## Campeones
| Año  | Piloto           | Escudería                   | Copa Independiente |
| ---- | ---------------- | --------------------------- | ------------------ |
| 2015 | Sho Tsuboi       | TOM'S Spirit                |                    |
| 2016 | Ritomo Miyata    | TOM'S Spirit                |                    |
| 2017 | Ritomo Miyata    | TOM'S Spirit                |                    |
| 2018 | Yuki Tsunoda     | Honda Formula Dream Project | Masayuki Ueda      |
| 2019 | Ren Sato         | Honda Formula Dream Project | Sergeyevich Sato   |
| 2020 | Hibiki Taira     | TGR-DC Racing School        | Sergeyevich Sato   |
| 2021 | Seita Nonaka     | TGR-DC Racing School        | «Hirobon»          |
| 2022 | Syun Koide       | Honda Formula Dream Project | Yutaka Toriba      |
| 2023 | Rikuto Kobayashi | TGR-DC Racing School        | Makoto Fujiwara    |